# Datenmodell
Ein Datenmodell ist ein „Modell der zu beschreibenden und verarbeitenden Daten eines Anwendungsbereichs (z. B. Daten des Produktionsbereichs, des Rechnungswesens oder die Gesamtheit der Unternehmensdaten) und ihrer Beziehungen zueinander.“
In der Informatik, im Besonderen bei der Entwicklung von Informationssystemen, dienen Datenmodelle und die zu ihrer Erstellung durchgeführten Aktivitäten (Datenmodellierung) dazu, die Struktur für diejenigen Daten zu finden und festzulegen, die in den Systemen verarbeitet (im Besonderen gespeichert) werden sollen.

## Arten

Zusammenwirken von Datenmodell-Typen

Datenmodelle werden in aufeinander aufbauenden Abstufungen erstellt, deren Ergebnisse wie folgt unterschieden werden:
1. Konzeptuelles Datenmodell: Implementierungsunabhängiges Modell, z. B. ein ER-Diagramm (am häufigsten verwendet) oder ein UML-Diagramm; modelliert werden die Gegenstände der realen Welt (im relevanten Kontext), die in der Datenbank abgebildet werden sollen, und die Beziehungen zwischen ihnen.
2. Logisches Datenmodell: Abbildung des konzeptuellen Datenbankmodells auf die Regeln des zu verwendenden Datenbankmanagementsystems, z. B. gemäß dem relationalen Datenmodell, bei dem alle Daten in Tabellen abgelegt werden.
3. Physisches Datenmodell: Enthält weitere, zum technischen Betrieb erforderliche oder zweckmäßige Festlegungen, z. B. Indexstrukturen zur Zugriffsoptimierung. Diese bleiben dem Datenbankbenutzer verborgen.

## Abweichende Begriffe
Die oben dargestellte, sich am Entwicklungsprozess orientierende Modellabstufung und besonders auch die Bezeichnungen der Modelle werden in der Praxis nicht einheitlich angewendet und benannt. So werden in der Literatur, in Publikationen und im allgemeinen Sprachgebrauch häufig andere Begriffe verwendet; im Besonderen wird häufig nur der Begriff „Datenmodell“ benutzt.
Mit den folgenden Begriffen werden bestimmte Ausprägungen von „Datenmodelltypen“ u. a. abweichend  bezeichnet.

(in Klammern: Synonyme für die oben beschriebenen Stufen 1–3)
Für (1,2,3): Datenmodell, Objektmodell
Für (1,2): logisches Datenmodell
Für (1): Semantisches Datenmodell; konzeptuelles (konzeptionelles), fachliches Datenmodell oder Datenbankschema; Informationsstruktur; Informationsmodell; informale Beschreibung
Für (2): Datenbankmodell
Für (3): Datenschema, Datenbankschema
Die Begriffe Semantisches Datenmodell, Datenmodell, Datenbankmodell bezeichnen in der DB-Literatur, z. B. bei nicht die o. g. Modellabstufungen (als Ergebnis der Modellierung), sondern die Sprache oder die theoretische Grundlage, nach der die Modelle erstellt werden.
Auch sind methodenspezifische Begriffe im Sprachgebrauch (wie ER-Modell, Klassenmodell, Klassendiagramm), die sich jedoch nicht aus der hier erfolgten, prozessorientierten Abstufung ergeben, sondern aus der angewendeten Modellierungsmethodik.